# Delduar
Delduar (en bengali :দেলদুয়ার) est une upazila du Bangladesh dans le district de Tangail. En 2011, on y dénombrait 207 278 habitants.